# Teratolytta taurica
Teratolytta taurica là một loài bọ cánh cứng trong họ Meloidae. Loài này được Bologna in Bologna & Di Giulio miêu tả khoa học năm 2006.